# Legousia scabra
Legousia scabra é uma espécie de planta com flor pertencente à família Campanulaceae. 
A autoridade científica da espécie é (Lowe) Gamisans, tendo sido publicada em Cat. Pl. Vasc. Corse 100. 1985.

## Portugal
Trata-se de uma espécie presente no território português, nomeadamente em Portugal Continental e no Arquipélago da Madeira.
Em termos de naturalidade é nativa das duas regiões atrás indicadas.

## Protecção
Não se encontra protegida por legislação portuguesa ou da Comunidade Europeia.